# Paperwork
Paperwork è il nono album discografico in studio del rapper statunitense T.I., pubblicato nel 2014.

## Il disco
La produzione dell'album è stata curata da una serie di colleghi di T.I., collaboratori di lunga data come Pharrell Williams, DJ Toomp e altri. All'album hanno collaborato diversi importanti artisti come Chris Brown, The-Dream, Iggy Azalea, Rick Ross, Jeezy e altri.
Il primo singolo About the Money è stato diffuso nel giugno 2014.
Si tratta del primo album pubblicato dalla Columbia Records, dopo la fine del rapporto con Atlantic Records.
Il titolo Paperwork deriva da un altro album del rapper, ossia Paper Trail (2008) e fa parte di una trilogia.

## Tracce
1. King – 3:06 (Clifford Harris Jr., Lamar "Mars" Edwards, Michael Cox Jr., John "JKeys" Groover, Gareth Dunlop)
2. G Shit (featuring Jeezy & Watch The Duck) – 3:43 (Harris Jr., Jay Jenkins, Mitchelle'l Sium, Pharrell Williams)
3. About the Money (featuring Young Thug) – 5:02 (Harris Jr., Jeff Williams, London Holmes)
4. New National Anthem (featuring Skylar Grey) – 4:17 (Harris Jr., Victoria Monet, Thomas "TBHITS" Brown, Dernst "D'Mile" Emile II)
5. Oh Yeah (featuring Pharrell) – 3:54 (Harris Jr., P. Williams)
6. Private Show (featuring Chris Brown) – 4:19 (Harris Jr., Lasanna "Ace" Harris, Shama Joseph, Maurice "Verse" Simmonds, Chad Butler, Bernard Freeman)
7. No Mediocre (featuring Iggy Azalea) – 3:22 (Harris Jr., Amethyst Kelly, Dijon McFarlane, Mikely Adam)
8. Jet Fuel (featuring Boosie Badazz) – 5:02 (Harris Jr., Torrence Hatch, Maurice Jordan, Anthony Tucker)
9. Paperwork (featuring Pharrell) – 3:39 (Harris Jr., P. Williams)
10. Stay (featuring Victoria Monet) – 3:49 (Harris Jr., Monet, Brown, Thomas Lumpkins)
11. About My Issue (featuring Victoria Monet & Nipsey Hussle) – 4:24 (Harris Jr., Monet, Ermias Asghedom, Aldrin Davis, Lamont Dozier)
12. At Ya Own Risk (featuring Usher) – 4:28 (Harris Jr., Edwards, Cox Jr., Groover)
13. On Doe, On Phil (featuring Trae tha Truth) – 5:24 (Harris Jr., Frazier Thompson, Davis)
14. Light 'Em Up (RIP Doe B) (featuring Pharrell & Watch The Duck) – 3:40 (Harris Jr., P. Williams, Jesse Rankins, Eddie Smith III, Jonathan Wells)
15. Let Your Heart Go (Break My Soul) (featuring The-Dream) – 4:22 (Harris Jr., Terius Nash, Christopher Stewart)

Deluxe edition
1. Sugar Cane (Harris Jr., L. Harris, Joseph, Justin Leary, Brian Taylor)
2. I Don't Know (Harris Jr., Jordan)
3. You Can Tell How I Talk (featuring Rick Ross) (Harris Jr., William Roberts II, Steve Samson, Jaswinder Singh)

Japanese edition
1. Turn It (Harris Jr., Aldrin Davis)

## Classifiche
| Classifica (2012) | Posizione raggiunta |
| ----------------- | ------------------- |
| US Billboard 200  | 2                   |